# (6888) 1971 BD3
(6888) 1971 BD3 là một tiểu hành tinh vành đai chính. Nó được phát hiện bởi Carlos Torres và J. Petit ở Đài thiên văn Cerro El Roble vận hành bởi Đại học Chile ngày 27 tháng 1 năm 1971.